# Jämviktspotential

Joner kan transporteras genom kanalproteiner och transportproteiner i ett cellmembran

Över ett cellmembran är jämviktspotentialen av ett jonslag den spänningsskillnad som råder då det inte sker någon nettotransport över membranet av detta jonslag. 
Varje jonslag har en specifik jämviktspotential som beror av jonens koncentrationskillnad mellan utsida och insida. Ett jonslags jämviktspotential definieras som den potential som råder när inflödet är lika stort som utflödet av det aktuella jonslaget. 
Ett jonslags jämviktspotential kan beräknas med hjälp av Nernsts ekvation och utifrån denna ekvation kan man se att den enda faktor som kan påverka jämviktspotentialen under fysiologiska omständigheter är koncentrationsskillnaden över membranet.